# Lijst van Singaporese autosnelwegen

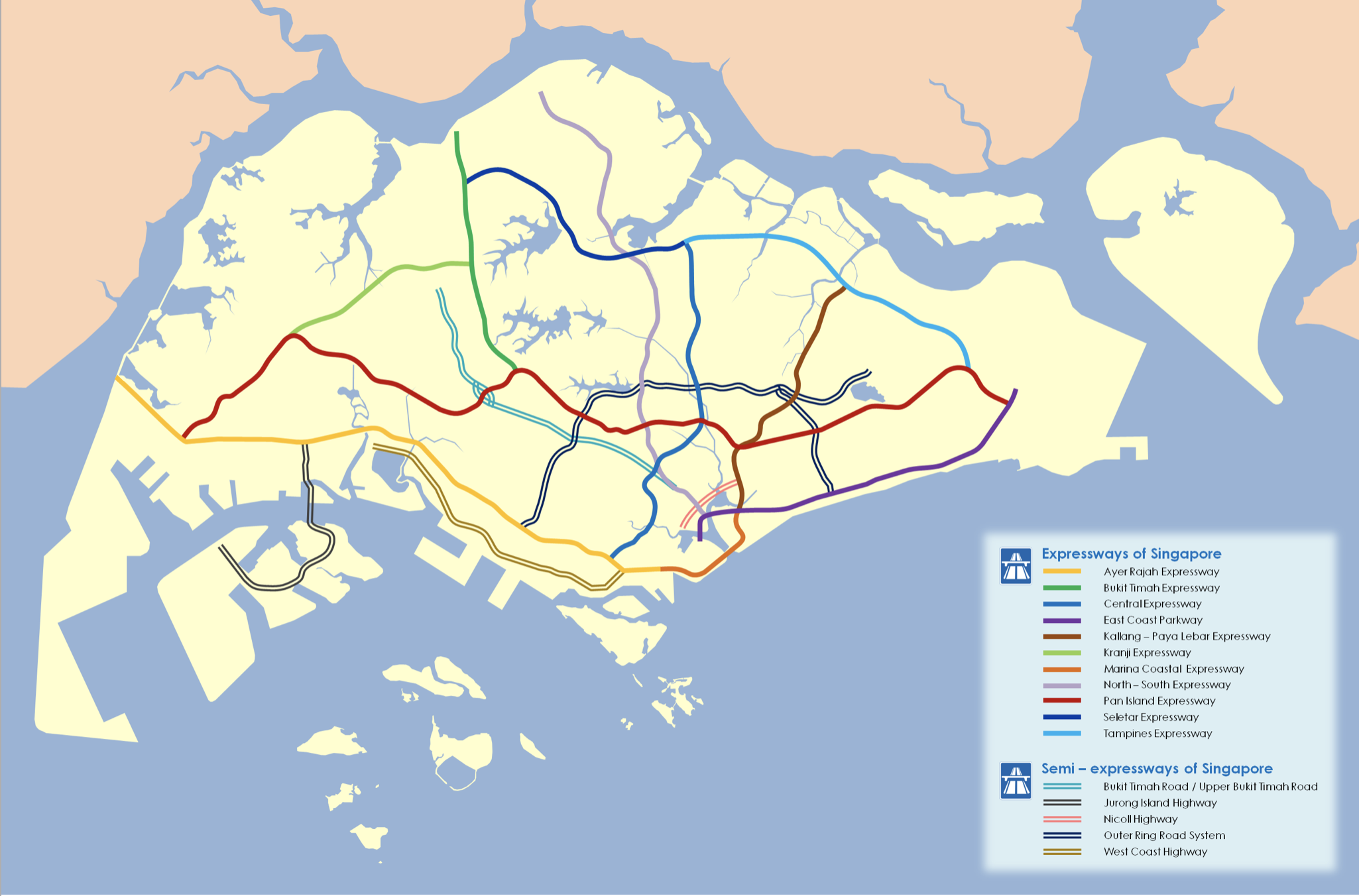
Het autosnelwegnet in Singapore

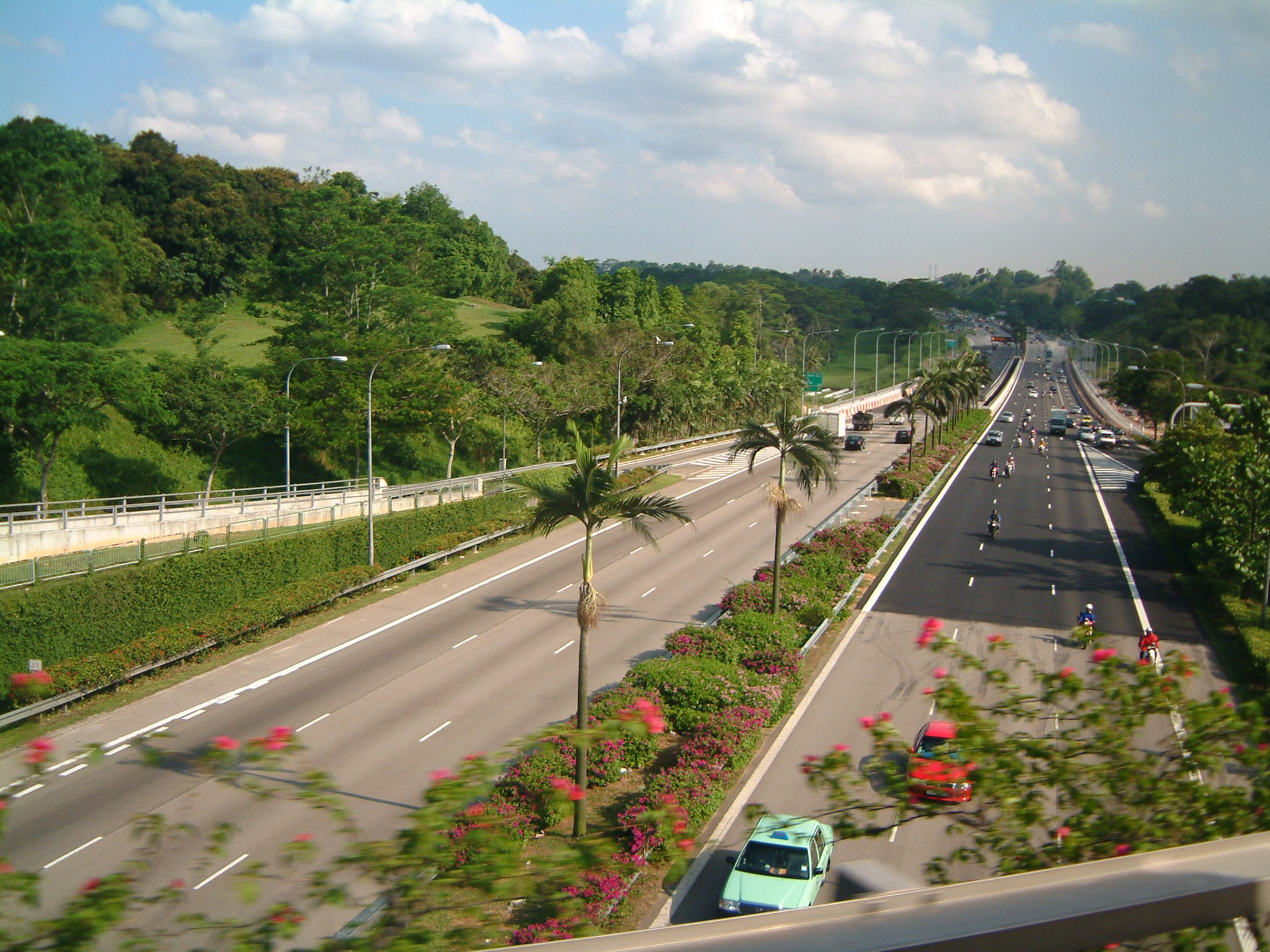
Singaporese autosnelweg

Hieronder volgt een lijst van autosnelwegen (Engels: Expressways of Singapore / Chinees 新加坡高速公路 / Maleis: Rangkaian Lebuhraya Singapura) in Singapore.
| Pan Island Expressway (PIE)         | 42,8 |
| Ayer Rajah Expressway (AYE)         | 26,5 |
| North-South Corridor (NSC)          | 21,5 |
| East Coast Parkway (ECP)            | 20   |
| Central Expressway (CTE)            | 15,8 |
| Tampines Expressway (TPE)           | 14   |
| Kallang-Paya Lebar Expressway (KPE) | 12   |
| Seletar Expressway (SLE)            | 10,8 |
| Bukit Timah Expressway (BKE)        | 10   |
| Kranji Expressway (KJE)             | 8    |
| Marina Coastal Expressway (MCE)     | 5    |

Pan Island Expressway ·
Ayer Rajah Expressway ·
North-South Corridor ·
East Coast Parkway ·
Central Expressway ·
Tampines Expressway ·
Kallang-Paya Lebar Expressway ·
Seletar Expressway ·
Bukit Timah Expressway ·
Kranji Expressway ·
Marina Coastal Expressway ·